# Käthe Mengelberg
Käthe Bauer-Mengelberg (Krefeld, 23 mei 1894 - New York, 22 april 1968) was een Duits-Amerikaans sociologe.

## Leven
Bauer-Mengelberg, zuster van Rudolf Mengelberg, studeerde filosofie, geschiedenis en economie aan de Universiteit Leipzig en de Universiteit München. Zij promoveerde in 1918 aan de Universiteit Heidelberg. In 1919 kreeg zij een betrekking als wetenschappelijk assistent aan de Universität Mannheim, waar zij ook haar habilitatie verkreeg en later hoogleraar werd; in die tijd een van vier andere vrouwelijke hoogleraren in Duitsland. Hoewel zij inmiddels van haar man Stefan Bauer was gescheiden, werd zij in 1934 bij de universiteit ontslagen, omdat Bauer half-Joods en zij sociaaldemocraat was. In de periode van 1936 tot 1939 werkte zij als bibliothecaresse bij de Bergischen Industrie- und Handelskammer in Wuppertal. Vlak voor het uitbreken van de oorlog emigreerde zij met haar beide zoons, die ook Joods bloed hadden, naar de Verenigde Staten waar zij eerst als assistent bij de Iowa State College werkzaam was. Later werd zij tot hoogleraar sociologie aan de Rutgers University in New York en vervolgens aan het Upsala College in East Orange, New Jersey benoemd.

## Werk (selectie)

### Boeken
- Die Finanzpolitik der sozialdemokratischen Partei in ihren Zusammenhängen mit dem sozialistischen Staatsgedanken. Bensheimer, Mannheim, 1919.
- Die Steuerpolitik der sozialdemokratischen Partei als Ausfluß staatlicher Ideologien. Bensheimer, Mannheim, 1919.
- Grundlagen eines umfassenden Arbeitsbegriffs. Habilitationsschrift. Mannheim, 1922.
- Agrarpolitik in Theorie, Geschichte und aktueller Problematik. Teubner, Leipzig, 1931.

### Artikelen
- Stand und Klasse, in Kölner Zeitschrift für Soziologie und Sozialpsychologie|Kölner Vierteljahrshefte für Soziologie, jaargang 3, 1924, p. 275–287.
- Der Bürger, in Kölner Vierteljahrshefte für Soziologie, jaargang 8, 1930, p. 190–200.